# Circuito Brasileiro de Voleibol de Praia Masculino de 2015–16
O Circuito Brasileiro de Voleibol de Praia Masculino de 2015-16, também chamado de Circuito Banco do Brasil de Vôlei de Praia, foi a vigésima quinta edição da principal competição nacional de Vôlei de Praia na variante masculina, iniciado em 14 de agosto de 2015.

## Resultados

### Circuito Open
| Evento                                                            | Ouro                                       | Prata                                      | Bronze                                     | Quarto lugar                               |
| 1ª Etapa Brasília, Distrito Federal 14 a 16 de agosto de 2015.    | / Saymon Barbosa Santos Gustavo Carvalhaes | /Alison Cerutti Bruno Oscar Schmidt        | Jô Gomes George Wanderley                  | Léo Vieira Averaldo Pereira                |
| 2ª Etapa Contagem, Minas Gerais 16 a 19 de setembro.              | / Ricardo Alex Santos Emanuel Rego         | Evandro Gonçalves Pedro Solberg            | Léo Gomes Bernat de Souza                  | /Luciano Ferreira Márcio Araújo            |
| 3ª Etapa Goiânia, Goiás 27 a 30 de outubro de 2015.               | Evandro Gonçalves Pedro Solberg            | / Saymon Barbosa Santos Gustavo Carvalhaes | /Bruno de Paula Hevaldo Moreira            | / Oscar Brandão Thiago Santos              |
| 4ª Etapa Bauru, São Paulo 12 a 15 de novembro de 2015.            | / Pedro Cunha Thiago Santos                | /Bruno de Paula Hevaldo Moreira            | /Alison Cerutti Bruno Oscar Schmidt        | /André Loyola Stein Daniel Souza           |
| 5ª Etapa Curitiba, Paraná 4 a 6 de dezembro de 2015.              | /Alison Cerutti Bruno Oscar Schmidt        | /Luciano Ferreira Márcio Araújo            | Evandro Gonçalves Pedro Solberg            | / Saymon Barbosa Santos Gustavo Carvalhaes |
| 6ª Etapa Niterói, Rio de Janeiro 28 a 31 de janeiro de 2016.      | / Oscar Brandão André Loyola Stein         | / Pedro Cunha Thiago Santos                | /Alison Cerutti Bruno Oscar Schmidt        | /Allison Francioni Vinícius Freitas        |
| 7ª Etapa Natal, Rio Grande do Norte 17 a 20 de fevereiro de 2016. | /Alison Cerutti Bruno Oscar Schmidt        | Léo Gomes Bernat de Souza                  | / Saymon Barbosa Santos Gustavo Carvalhaes | /Bruno de Paula Hevaldo Moreira            |
| 8ª Etapa Fortaleza, Ceará 20 a 23 de abril de 2016.               | /Alison Cerutti Bruno Oscar Schmidt        | Jô Gomes George Wanderley                  | / Saymon Barbosa Santos Gustavo Carvalhaes | / Oscar Brandão André Loyola Stein         |

## Ranking final
| Posição           | Equipe                                           | Pontuação |
| ----------------- | ------------------------------------------------ | --------- |
| Medalha de ouro   | /Alison Cerutti Bruno Oscar Schmidt              | 2680      |
| Medalha de prata  | / Saymon Barbosa Santos Gustavo Carvalhaes       | 2400      |
| Medalha de bronze | /Bruno de Paula Hevaldo Moreira                  | 2080      |
| 4                 | /Luciano Ferreira Márcio Araújo                  | 2040      |
| 5                 | Álvaro Filho Vitor Felipe                        | 1920      |
| 5                 | Jô Gomes George Wanderley                        | 1920      |
| 7                 | Léo Gomes Bernat de Souza                        | 1760      |
| 8                 | / Nilton Freire Anderson Melo                    | 1520      |
| 8                 | Eduardo Davi Arthur Lanci                        | 1520      |
| 10                | \|/ Pedro Cunha Thiago Santos                    | 1480      |
| 11                | \|/ Ricardo Alex Santos Emanuel Rego             | 1400      |
| 12                | \| Evandro Gonçalves Pedro Solberg               | 1320      |
| 13                | \|/André Loyola Stein Daniel Souza Pedro Solberg | 1080      |

### Premiações individuais
Os destaques da temporada foram ː
| MVP                     | Bruno Oscar Schmidt | Distrito Federal (Brasil) |
| Melhor Ataque           | Alison Cerutti      | Espírito Santo (estado)   |
| Craque da Galera        | Léo Gomes           | Rio de Janeiro            |
| Melhor Bloqueio         | Alison Cerutti      | Espírito Santo (estado)   |
| Melhor Saque            | Evandro Gonçalves   | Rio de Janeiro            |
| Melhor Recepção/Passe   | Bruno Oscar Schmidt | Distrito Federal (Brasil) |
| Melhor Defesa           | Bruno Oscar Schmidt | Distrito Federal (Brasil) |
| Melhor Levantadora      | Bruno Oscar Schmidt | Distrito Federal (Brasil) |
| Atleta que mais evoluiu | André Loyola Stein  | Espírito Santo (estado)   |
| Melhor técnico          | Leandro Brachola    | Espírito Santo (estado)   |